# Nacija Islama
Nacija islama (engleski: Nation of Islam) muslimanska je organizacija Afroamerikanaca čiji je najpoznatiji član Malcolm X. Zagovarali su tezu da su svi crnci koji su dovedeni kao roblje u Ameriku bili muslimani.
Tražili su građanska prava za Afroamerikance pa i svoju državu unutar SAD-a.